# یوخاری آپو
یوخاری آپو (به لاتین: Yuxarı Apu) یک منطقه مسکونی در جمهوری آذربایجان است که در شهرستان لنکران و در دهیاری دشته‌توک واقع شده‌است.
این منطقه محل زندگی چندین گیاه بومی در معرض خطر است.